# پی‌یر لو پزان
پیر لو پزان (به فرانسوی: Pierre Le Pesant, sieur de Bois-Guillebert) نویسنده و اقتصاددان قرن هفدهم میلادی اهل فرانسه است.